# FC Barcelona Bàsquet
FC Barcelona Bàsquet är en spansk basketklubb som tillhör FC Barcelona-familjen. Klubben grundades den 24 augusti 1926. Barcelona har vunnit sju av de sista elva spanska ligatitlarna och 2003 vann de spanska ligan, spanska cupen och Euroleague.
Laget spelar sina hemmamatcher i Palau Blaugrana, vilket invigdes den 23 oktober 1971. Andra lag som spelar i samma arena är Barcelonas handbolls-, rollerhockey- och futsallag.
Välkända spelare som har spelat eller fortfarande spelar i klubben är: Pau Gasol, Sony Seikali, Marc Gasol, Anderson Varejão, Juan Carlos Navarro, Šarūnas Jasikevičius, Dejan Bodiroga, Gregor Fučka, Ricky Rubio och Tony Massenburg.

## Historia
Klubben deltog i sin första tävling år 1927, där de spelade i Campionat de Catalunya de Basquetbol (Katalanska Basketbollsmästerskapet). Under denna dominerades basketbollen i Katalonien av andra lag som CE Europa, Laietà BC, CB Atlètic Gràcia och Société Patrie. Det var inte förrän under 1940-talet som Barcelona blev ett etablerat basketlag. Under årtiondet vann man sex stycken Copas del Generalísimodammen och kom tvåa en gång. År 1956 deltog man i spanska ligan och slutade på andra plats. År 1959 vann de som första lag dubbeln, Spanska ligan och Cupen samma år.

### 1960- och 70-talen
Under 1960- och 1970-talen gick klubben tillbaka, på flera sätt. 1964 sänktes Primera División från fjorton lag till åtta och klubben befann sig därefter i Segunda División. Men de återvände snabbt till den högsta divisionen efter att 1965 har blivit krönta mästare i Segunda. Under större delen av 1970-talet befann klubben sig ständigt i skuggan av sina konkurrenter Real Madrid och Joventut.

### Framgångar under 1980-talet
På 1980-talet gav klubbpresidenten Josep Lluis Nuñez laget sitt fulla stöd med syfte att förvandla klubben till den bästa i både Spanien och Europa. Hans stöd gav resultat, och inspirerade av deras tränare Aito Garcia Reneses och spelare som Epi, Andrés Jiménez, Sibilio, Audie Norris och Solozábal, vann klubben under decenniet sex spanska ligatitlar, fem Copas del Rey, två Cupvinnarcupen Cup och Korac Cup. Men Euroleague vann man inte. Där kom man dock 1984 tvåa.

### 1990-talet
Klubben fortsatte med sina framgångar under 1990-talet genom att vinna ytterligare fyra spanska ligatitlar och två Copas del Rey. De kunde fortfarande inte vinna Euroleague trots att man spelade i ytterligare fyra finaler 1990, 1991, 1996 och 1997. Detta innebar rekord med sex Final Four-framträdanden. En av de största stjärnspelarna under denna era var Juan Antonio San Epifanio.

### 2000-talet och europeiska klubblagsmästare
Deras envishet betalade av sig så småningom, och under 2003, inspirerad av Dejan Bodiroga, Šarūnas Jasikevičius och Juan Carlos Navarro vann man Euroleague när man inför en fullsatt Palau Sant Jordi i Barcelona slog Benetton Treviso med 76-65. Man vann Euroleague också 2010, denna gången i Paris, inspirerade av Juan Carlos Navarro (finalens MVP), Ricky Rubio och Fran Vázquez. Förutom framgångarna ute i Europa vann man även den inhemska ligan 2001, 2003, 2004 och 2009.

## Spelare

### Startuppställning (juli 2015)[1]
- Álex Abrines (Spanien)
- Olaseni Lawal (Nigeria/USA)
- Samardo Samuels (Jamaica)
- Ante Tomić (Kroatien)
- Aleksandr Vezenkov (Bulgarien)

## Berömda spelare i laget genom åren
| - Pedro Ansa - Jordi Bonareu - Manel Bosch - Nino Buscató - Mansueto Camps - Joaquim Costa - Xavi Crespo - Joan Creus - - Juan Domingo de la Cruz - Rodrigo de la Fuente - Salva Díez - Roberto Dueñas - Roger Esteller - Marc Fernández - Xavi Fernández - Manolo Flores - José Luís Galilea - Aíto García Reneses - Marc Gasol - Pau Gasol - Andrés Jiménez - Rafael Jofresa - Eduard Kucharski - Alfonso Martínez - Ferran Martínez - José Antonio Montero - Juan Carlos Navarro - Nacho Rodríguez |  | - Juan Antonio San Epifanio - Luis Miguel Santillana - - Chicho Sibilio - Nacho Solozábal - - Marcelo Nicola - - Pepe Sánchez - - David Andersen - Anderson Varejão - Bob Guyette - - Lars Hansen - Greg Wiltjer - Mario Kasun - Roko Ukic - Patrick Femerling - - Ademola Okulaja - Nikos Ekonomou - Michalis Kakiouzis - Efthimios Rentzias - - Gregor Fučka - Denis Marconato - - Rony Seikaly - Šarūnas Jasikevičius - Artūras Karnišovas - Vlado Ilievski - - Francisco Elson - Piculín Ortiz - - Ramón Rivas - Daniel Santiago |  | - Dejan Bodiroga - Aleksandar Đorđević - Milan Gurović - Zoran Savić - Milos Vujanic - Ersan İlyasova - Derrick Alston - - Wallace Bryant - - Norman Carmichael - Ben Coleman - Mike Davis - Otis Howard - Tony Massenburg - Amal McCaskill - Eugene McDowell - Darryl Middleton - Audie Norris - Fred Roberts - Jeff Ruland - - Steve Trumbo - Granville Waiters - Dennis Williams - - Shammond Williams - David Wood |